# Hello Cheyenne

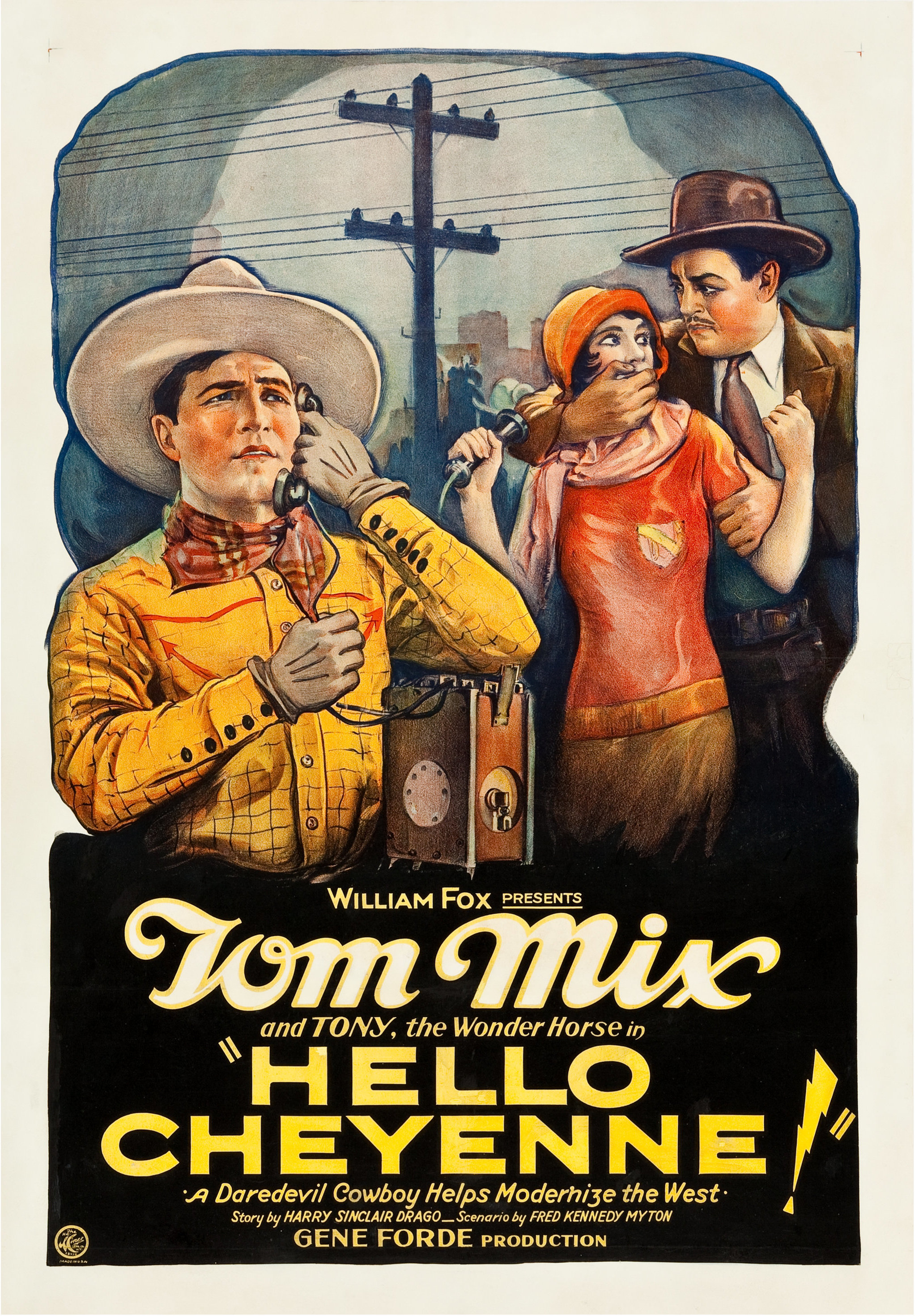
Affiche du film.

Hello Cheyenne est un western américain réalisé par Eugene Forde et sorti en 1928.

## Synopsis
Deux compagnies de téléphone rivales s'efforcent de devenir les premières à raccorder la ville de Cheyenne dans le Wyoming.

## Fiche technique
- Réalisation : Eugene Forde
- Scénario : Harry Sinclair Drago, Dudley Early, Fred Myton
- Production : Fox Film
- Photographie : Daniel B. Clark
- Montage : Robert Bischoff
- Genre : Western[1]
- Durée : 80 minutes
- Date de sortie :
  - États-Unis : 13 mai 1928

## Distribution
- Tom Mix : Tom Remington

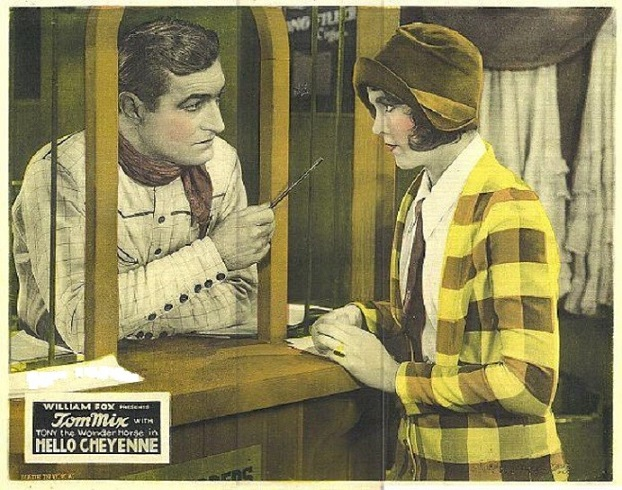
Poster du film Hello Cheyenne

- Tony the Wonder Horse : le cheval de Tom
- Caryl Lincoln : Diana Cody
- Jack Baston : Buck Lassiter
- Martin Faust : Jeff Bardeen
- Joseph W. Girard : Fremont Cody
- William Caress : Bus Driver
- Al St. John : Zip Coon